# Unione Democratica Sammarinese
Die Unione Democratica Sammarinese (UDS; deutsch San-marinesische Demokratische Union) war ein Wahlbündnis konservativer und katholischer Bürger in San Marino.
Die UDS kandidierte nur bei der Parlamentswahl 1945 und erreichte 34,0 % der Stimmen und 20 von 40 Sitzen im Consiglio Grande e Generale, dem Parlament von San-Marino.
Bei der folgenden Parlamentswahl 1949 traten die konservativen Kräfte als Alleanza Popolare Sammarinese an.